# Armatoglyptes thomasi
Armatoglyptes thomasi is een rankpootkreeftensoort uit de familie van de Lithoglyptidae. De wetenschappelijke naam van de soort is voor het eerst geldig gepubliceerd in 2005 door Kolbasov & Newman.